# Johann Friedrich Unger (Verleger)
Johann Friedrich Gottlieb Unger (* August 1753 in Berlin; † 26. Dezember 1804 ebenda) war ein deutscher Drucker, Typograf und Holzschneider.

## Leben
Unger war der fünfte Sohn des Berliner Holzschneiders Johann Georg Unger (1715–1788) und seiner Frau Susanna Katharina (geb. Strucken). Er ging in der Druckerei des Oberhofbuchdruckers Georg Jacob Decker in die Lehre. 1779 beantragte Unger das Privileg zur Einrichtung einer eigenen Buchdruckerei, das ihm im Januar 1780 gewährt wurde. Später erweiterte er die Druckerei um eine Verlagsbuchhandlung, in der er unter anderem Werke von Johann Wolfgang Goethe, Friedrich Schiller, Friedrich Schleiermacher sowie August und Friedrich Schlegel verlegte.
Ab 1784 versuchte er wiederholt, die Genehmigung zur Herausgabe einer Zeitung zu erhalten, die als erste Berlins täglich erscheinen sollte. Die Anträge wurden jeweils abgelehnt, da die zwei existierenden Berliner Zeitungen (die Vossische Zeitung und die Haude & Spenerschen Berlinischen Nachrichten) für ausreichend befunden wurden und eine weitere Zeitung zu beaufsichtigen den Zensor überlasten würde. 1802 wurde Unger allerdings Miteigentümer der Vossischen Zeitung.
1788 wurde Unger zum Akademischen Buchhändler ernannt und war dadurch Verleger sämtlicher Schriften der Akademie der Wissenschaften. 1794 pachtete er zusätzlich das Akademie-Privileg zu Druck und Vertrieb sämtlicher preußischer Kalender.
1790 wurde Unger zum Mitglied der Akademie der Künste gewählt; ab 1800 besetzte er dort die für ihn geschaffene Professur für Holzschneidekunst.

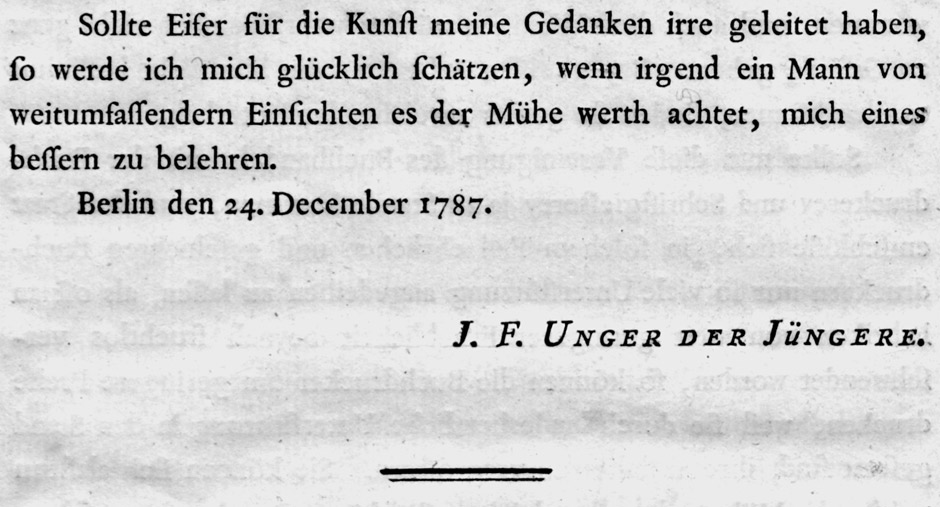
Detail aus Ungers Schrift Etwas über den Buchhandel, Buchdruckerey und den Druck außerhalb Landes, Berlin 1788, einem frühen Beispiel des Drucks in Antiqua in Deutschland

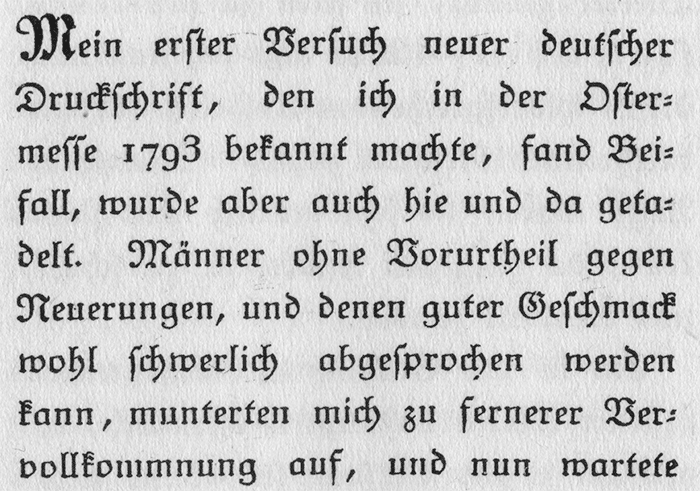
Beispiel für die Unger-Fraktur von 1794

Unger beteiligte sich auch an den Versuchen zur Popularisierung der neuen Antiqua-Schrifttypen, indem er 1789 von Firmin Didot die deutsche Lizenz für die Didot erwarb. Da das Publikum aber nach wie vor die Frakturschrift vorzog, begann er schon 1789 unter Mitwirkung von Didot und Johann Christoph Gubitz (1754–1826) mit der Entwicklung einer modernisierten Frakturtype, für die er 1791 eine eigene Schriftgießerei etablierte. Die fertige Schrift, die Unger-Fraktur, wurde 1794 eingeführt und sollte dazu beitragen, „das viele Eckige von den gemeinen, und das Krause, Gothischschnörklichte von den großen Buchstaben wegzuschaffen“.
Auf die Initiative Ungers geht auch die einflussreiche Don-Quijote-Übersetzung von Ludwig Tieck zurück, die zwischen 1799 und 1801 in Berlin erschien. Zuerst bot Unger die Arbeit den Brüdern Schlegel an, diese gaben den Auftrag jedoch an Tieck weiter.
1798 begann Unger mit dem Aufbau einer eigenen Notengießerei.
Am 22. Mai 1785 heiratete er die Schriftstellerin Friederike Helene Unger (geb. von Rothenburg; 1751–1813), die bereits 1784 mit ihrem Roman Julchen Grünthal Berühmtheit erlangt hatte. Sie führte den Verlag nach seinem Tod weiter, allerdings mit geringerem Erfolg, so dass er 1811 in Konkurs ging.